# Coryphantha vaupeliana
Coryphantha vaupeliana ist eine Pflanzenart in der Gattung Coryphantha aus der Familie der Kakteengewächse (Cactaceae). Das Artepitheton vaupeliana ehrt den deutschen Botaniker und Kakteenspezialisten Friedrich Karl Johann Vaupel.

## Beschreibung
Coryphantha vaupeliana wächst einzeln mit kugelförmigen bis eiförmigen, laubgrünen Trieben, die bei Durchmessern von 5 bis 6 Zentimetern Wuchshöhen von bis zu 8 Zentimeter erreichen. Die großen, bis zu 20 Millimeter langen Warzen sind mehr oder weniger konisch geformt und an ihrer Basis polygonal. Die bewollten Axillen tragen Nektardrüsen. Die drei bis vier kräftigen, geraden oder etwas gebogenen Mitteldornen sind dunkelbraun oder schwarz und bis zu 0,8 Zentimeter lang. Die etwa 17 Randdornen weisen Längen von 0,8 bis 1,8 Zentimeter auf. Die oberen sind an ihrer Spitze dunkler und aufwärts gerichtet, die unteren sind ausstrahlend, gelblich und besitzen ebenfalls eine dunklere Spitze.
Die Blüten sind gelb und die Früchte grün.

## Verbreitung und Systematik
Coryphantha vaupeliana ist im mexikanischen Bundesstaat Tamaulipas bei Jaumave auf Schwemmböden verbreitet.
Die Erstbeschreibung durch Friedrich Bödeker wurde 1928 veröffentlicht.

## Nachweise